# Sacrifist
Sacrifist è il secondo album in studio del progetto musicale statunitense Praxis, pubblicato nel 1994.

## Tracce
1. Stronghold – 1:34
2. Cold Rolled/Iron Dub – 6:22
3. Suspension – 2:19
4. Rivet – 5:23
5. Deathstar – 9:47
6. The Hook – 6:17
7. Nine Secrets – 3:16
8. Crossing – 9:43

## Formazione
- Buckethead - chitarra
- Brain - batteria
- Bootsy Collins - basso, voce
- Ted Epstein - batteria
- Yamatsuka Eye - voce
- Mick Harris - voce
- Andy Hawkins - chitarra
- Gabriel Katz - basso
- Bill Laswell - basso
- Bernie Worrell - tastiere
- John Zorn - sassofono